# Jamal Wilson
Jamal Wilson (* 1. September 1988 in Nassau) ist ein bahamaischer Leichtathlet, der sich auf den Hochsprung spezialisiert hat.

## Sportliche Laufbahn
Erste internationale Erfahrungen sammelte Jamal Wilson bei den CARIFTA-Games 2005 in Bacolet, bei denen er mit 2,08 m die Goldmedaille gewann. Daraufhin nahm er an den Jugendweltmeisterschaften in Marrakesch teil und schied dort mit 1,95 m in der Qualifikation aus. Anschließend belegte er bei den Panamerikanischen Juniorenmeisterschaften in Windsor mit 1,95 m Platz zwölf. 2006 gewann er bei den CARIFTA-Games in Les Abymes erneut die Goldmedaille sowie Silber bei den Zentralamerika- und Karibikjuniorenmeisterschaften in Port of Spain mit 2,11 m. Bei den Juniorenweltmeisterschaften in Peking schied er später mit 2,10 m in der Qualifikation aus. 2007 sprang er bei den CARIFTA-Games in Providenciales 2,20 m und gewann damit zum dritten Mal in Folge die Goldmedaille. Anschließend gewann er auch bei den Panamerikanischen Juniorenmeisterschaften in São Paulo mit 2,11 m Gold. 2008 gewann er sowohl bei den Zentralamerika- und Karibikmeisterschaften (CAC) in Cali mit 2,13 m, als auch bei den U23-NACAC-Meisterschaften in Toluca de Lerdo mit 2,23 m die Bronzemedaille.
Zwei Jahre später gewann er bei den U23-NACAC-Meisterschaften in Miramar mit 2,13 m erneut die Bronzemedaille. 2011 belegte er bei den CAC-Meisterschaften in Mayagüez mit 15,32 m im Dreisprung den sechsten Platz. 2013 gewann er bei den CAC-Meisterschaften in Morelia mit 2,22 m die Silbermedaille im Hochsprung. 2014 nahm er zum ersten Mal an den Commonwealth Games in Glasgow teil und schied dort mit 2,11 m in der Qualifikation aus. Daraufhin gewann er beim Panamerikanischen Sportfestival in Mexiko-Stadt mit 2,26 m die Silbermedaille und belegte bei den CAC-Spielen in Xalapa mit 2,18 m den fünften Platz. 2016 qualifizierte er sich für die Hallenweltmeisterschaften in Portland, bei denen er mit 2,20 m in der Qualifikation ausschied. Während der Freiluftsaison qualifizierte er sich auch für die Olympischen Spiele in Rio de Janeiro, bei denen er mit 2,22 m ebenfalls nicht das Finale erreichte.
2018 nahm er an den Hallenweltmeisterschaften in Birmingham teil und belegte dort mit 2,20 m Rang neun. Im April nahm er erneut an den Commonwealth Games im australischen Gold Coast teil und gewann dort mit 2,30 m die Silbermedaille hinter dem Australier Brandon Starc. Anfang August belegte er dann bei den Zentralamerika- und Karibikspielen in Barranquilla mit 2,24 m den fünften Platz und auch bei den NACAC-Meisterschaften in Toronto wurde er mit übersprungenen 2,22 m Fünfter. Im Jahr darauf startete er bei den Panamerikanischen Spielen in Lima scheiterte dort aber bereits an der Einstiegshöhe. 2021 nahm er erneut an den Olympischen Spielen in Tokio teil und verpasste dort aber mit 2,17 m den Finaleinzug.
2017 wurde Wilson bahamaischer Meister im Hochsprung.

## Persönliche Bestleistungen
- Hochsprung: 2,30 m, 9. Januar 2016 in Nassau
  - Hochsprung (Halle): 2,33 m, 11. Februar 2020 in Banská Bystrica
- Dreisprung: 16,23 m (+1,8 m/s), 8. April 2011 in Austin